# Jeździectwo na Letnich Igrzyskach Olimpijskich 2016 – skoki drużynowe
Konkurencja drużynowych skoków przez przeszkody podczas XXXI Letnich Igrzysk Olimpijskich została rozegrana w dniach 14 – 17 sierpnia 2016 roku w Centro Nacional de Hipismo

## Terminarz
| Data             | Godzina |                  |
| ---------------- | ------- | ---------------- |
| 14 sierpnia 2016 | 10:00   | Kwalifikacje     |
| 16 sierpnia 2012 | 10:00   | Runda 1          |
| 17 sierpnia 2012 | 14:00   | Runda 2 Dogrywka |

## Wyniki
W konkursie wystartowało 15 drużyn. Drużyna maksymalnie może liczyć czterech jeźdźców. Do wyniku drużyny zaliczane były trzy najlepsze wyniki.

### Kwalifikacje
| Pozycja | Jeździec | Koń                                                                        | Kary       | Wynik drużyny | Uwagi |
| ------- | --- | -------------------------------------------------------------------------- | ---------- | ------------- | ----- |
| 1.      | Brazylia · Eduardo Menezes · Stephan Barcha · Álvaro de Miranda Neto · Pedro Veniss                               | Quintol Landpeter do Feroleto Cornetto K Quabri de L`isle                  | 4 0        | 0             |       |
| 1.      | Niemcy · Daniel Deußer · Meredith Michaels-Beerbaum · Ludger Beerbaum · Christian Ahlmann                         | First Class Fibonacci Casello Taloubet Z                                   | 0 4        | 0             |       |
| 3.      | Holandia · Jeroen Dubbeldam · Maikel van der Vleuten · Harrie Smolders · Jur Vrieling                             | Zenith Verdi Zirocco Blue Emerald                                          | 4 0 DSQ 0  | 4             |       |
| 3.      | Kanada · Yann Candele · Tiffany Foster · Amy Millar · Eric Lamaze                                                 | First Choice 15 Tripple X III Heros Fine Lady 5                            | 4 0        | 4             |       |
| 3.      | Szwajcaria · Janika Sprunger · Romain Duguet · Martin Fuchs · Steve Guerdat                                       | Bonne Chance CW Quorida De Treho Clooney Nino Des Buissonnets              | 0 4 0      | 4             |       |
| 3.      | Francja · Philippe Rozier · Kevin Staut · Roger-Yves Bost · Pénélope Leprevost                                    | Rahotep de Toscane Reveur de Hurtebise Sydney Une Prince Flora de Mariposa | 0 4 0 47   | 4             |       |
| 7.      | Katar · Hamad Ali Mohamed A Al Attiyah · Ali bin Chalid Al Thani · Ali Yousef Al Rumaihi · Bassem Hassan Mohammed | Appagino 2 First Devision Gunder Dejavu                                    | 8 0 1 4    | 1             |       |
| 8.      | Wielka Brytania · Nick Skelton · Ben Maher · Michael Whitaker · John Whitaker                                     | Big Star Tic Tak Cassionato Ornellaia                                      | 4 0        | 8             |       |
| 8.      | Stany Zjednoczone · Kent Farrington · Lucy Davis · McLain Ward · Elizabeth Madden                                 | Voyeur Barron Azur Cortes'C'                                               | 0 4        | 8             |       |
| 8.      | Hiszpania · Pilar Lucrecia Cordón · Manuel Fernandez Saro · Eduardo Álvarez Aznar · Sergio Álvarez Moya           | Gribouille du Lys U Watch Rokefeller de Pleville Carlo 273                 | 4 0        | 8             |       |
| 8.      | Szwecja · Malin Baryard-Johnsson · Peder Fredricson · Henrik von Eckermann · Rolf-Göran Bengtsson                 | Cue Channa Allin Yajamila Unita                                            | 8 0 16     | 8             |       |
| 12.     | Australia · Matt Williams · Scott Keach · Edwina Tops-Alexander · James Paterson-Robinson                         | Valinski S Fedor Lintea Tequila Amarillo                                   | 8 4 0 8    | 12            |       |
| 13.     | Argentyna · Ramiro Quintana · Bruno Passaro · Matías Albarracín · José Maria Larocca                              | Appy Cara Chicago Z Cannavardo 9 Corent Du Lys                             | 7 47 4     | 15            |       |
| 14.     | Japonia · Toshiki Masui · Daisuke Fukushima · Reiko Takeda · Taizo Sugitani                                       | Talouberdarco K Z Bardolino Cornet 36 Imothep                              | 16 4 47 16 | 36            |       |
|         | Ukraina · Cassio Rivetti · Ulrich Kirchhoff · Ferenc Szentirmai · René Tebbel                                     | Fine Fleur Du Marais Prince de la Mare Chadino Zipper                      | 47 4 47 0  | 4             |       |

### Finał
Jako wyniki pierwszej rundy finałowej były zaliczone wyniki jakie poszczególni zawodnicy uzyskali w drugiej rundzie kwalifikacji w konkursie indywidualnym.

#### Runda 1
Do drugiej rundy finałowej awansowało 8 najlepszych zespołów.
| Pozycja | Jeździec | Koń                                                                        | Kary      | Wynik drużyny | Uwagi |
| ------- | --- | -------------------------------------------------------------------------- | --------- | ------------- | ----- |
| 1.      | Stany Zjednoczone · Kent Farrington · Lucy Davis · McLain Ward · Elizabeth Madden                                 | Voyeur Barron Azur Cortes'C'                                               | 0 8       | 0             | Q     |
| 1.      | Holandia · Jeroen Dubbeldam · Maikel van der Vleuten · Harrie Smolders · Jur Vrieling                             | Zenith Verdi Zirocco Blue Emerald                                          | 0 EL      | 0             | Q     |
| 1.      | Brazylia · Eduardo Menezes · Stephan Barcha · Álvaro de Miranda Neto · Pedro Veniss                               | Quintol Landpeter do Feroleto Cornetto K Quabri de L`isle                  | 0 DSQ 0   | 0             | Q     |
| 1.      | Niemcy · Daniel Deußer · Meredith Michaels-Beerbaum · Ludger Beerbaum · Christian Ahlmann                         | First Class Z Fibonacci Casello Taloubet                                   | 0 4 0     | 0             | Q     |
| 5.      | Francja · Philippe Rozier · Kevin Staut · Roger-Yves Bost · Pénélope Leprevost                                    | Rahotep de Toscane Reveur de Hurtebise Sydney Une Prince Flora de Mariposa | 4 0 1 0   | 1             | Q     |
| 6.      | Kanada · Yann Candele · Tiffany Foster · Amy Millar · Eric Lamaze                                                 | First Choice 15 Tripple X III Heros Fine Lady 5                            | 0 4 5 0   | 4             | Q     |
| 7.      | Szwecja · Malin Baryard-Johnsson · Peder Fredricson · Henrik von Eckermann · Rolf-Göran Bengtsson                 | Cue Channa Allin Yajamila Unita                                            | 4 0 4     | 8             | Q     |
| 7.      | Szwajcaria · Janika Sprunger · Romain Duguet · Martin Fuchs · Steve Guerdat                                       | Bonne Chance CW Quorida De Treho Clooney Nino Des Buissonnets              | 8 0 8     | 8             | Q     |
| 9.      | Katar · Hamad Ali Mohamed A Al Attiyah · Ali bin Chalid Al Thani · Ali Yousef Al Rumaihi · Bassem Hassan Mohammed | Appagino 2 First Devision Gunder Dejavu                                    | 5 4 1 4   | 9             |       |
| 10.     | Argentyna · Ramiro Quintana · Bruno Passaro · Matías Albarracín · José Maria Larocca                              | Appy Cara Chicago Z Cannavardo 9 Corent Du Lys                             | 1 24 1 8  | 10            |       |
| 11.     | Hiszpania · Pilar Lucrecia Cordón · Manuel Fernandez Saro · Eduardo Álvarez Aznar · Sergio Álvarez Moya           | Gribouille du Lys U Watch Rokefeller de Pleville Carlo 273                 | 8 4 EL 0  | 12            |       |
| 12.     | Wielka Brytania · Nick Skelton · Ben Maher · Michael Whitaker · John Whitaker                                     | Big Star Tic Tak Cassionato Ornellaia                                      | 4 5 23    | 13            |       |
| 13.     | Ukraina · Cassio Rivetti · Ulrich Kirchhoff · Ferenc Szentirmai · René Tebbel                                     | Fine Fleur Du Marais Prince de la Mare Chadino Zipper                      | DSQ 4 9 1 | 14            |       |
| 13.     | Japonia · Toshiki Masui · Daisuke Fukushima · Reiko Takeda · Taizo Sugitani                                       | Talouberdarco K Z Bardolino Cornet 36 Imothep                              | 12 1 12   | 21            |       |
| 13.     | Australia · Matt Williams · Scott Keach · Edwina Tops-Alexander · James Paterson-Robinson                         | Valinski S Fedor Lintea Tequila Amarillo                                   | 0 EL 5 9  | 14            |       |

#### Runda 2
O trzecim miejscu decydowała dogrywka pomiędzy zespołami Niemiec i Kanady.
| Pozycja | Jeździec                                                                                          | Koń                                                                        | Kary      | Runda 2 | Runda 1 | Łącznie | Dogrywka |
| ------- | ------------------------------------------------------------------------------------------------- | -------------------------------------------------------------------------- | --------- | ------- | ------- | ------- | -------- |
| 1.      | Francja · Philippe Rozier · Kevin Staut · Roger-Yves Bost · Pénélope Leprevost                    | Rahotep de Toscane Reveur de Hurtebise Sydney Une Prince Flora de Mariposa | 1 0 1 NS  | 2       | 1       | 3       |          |
| 2.      | Stany Zjednoczone · Kent Farrington · Lucy Davis · McLain Ward · Elizabeth Madden                 | Voyeur Barron Azur Cortes'C'                                               | 1 4 0 WD  | 0       | 5       | 5       |          |
| 3.      | Niemcy · Daniel Deußer · Meredith Michaels-Beerbaum · Ludger Beerbaum · Christian Ahlmann         | First Class Z Fibonacci Casello Taloubet                                   | 4 5 0 4   | 0       | 8       | 8       | 0 NS 0   |
| 4.      | Kanada · Yann Candele · Tiffany Foster · Amy Millar · Eric Lamaze                                 | First Choice 15 Tripple X III Heros Fine Lady 5                            | 4 0 12 0  | 4       | 4       | 8       | 4 0 4 NS |
| 5.      | Brazylia · Eduardo Menezes · Stephan Barcha · Álvaro de Miranda Neto · Pedro Veniss               | Quintol Landpeter do Feroleto Cornetto K Quabri de L`isle                  | 4 DSQ 4 5 | 0       | 13      | 13      |          |
| 6.      | Szwajcaria · Janika Sprunger · Romain Duguet · Martin Fuchs · Steve Guerdat                       | Bonne Chance CW Quorida De Treho Clooney Nino Des Buissonnets              | 1 5 1     | 8       | 7       | 15      |          |
| 7.      | Szwecja · Malin Baryard-Johnsson · Peder Fredricson · Henrik von Eckermann · Rolf-Göran Bengtsson | Cue Channa Allin Yajamila Unita                                            | 17 1 8 1  | 8       | 10      | 18      |          |
| 7.      | Holandia · Jeroen Dubbeldam · Maikel van der Vleuten · Harrie Smolders · Jur Vrieling             | Zenith Verdi Zirocco Blue Emerald                                          | 5 1 12 WD | 0       | 18      | 18      |          |